# 袁远
袁远（1996年1月—），女，重庆人，汉族，中国共产党党员。中国人民解放军西藏军区女兵、第十三届全国人民代表大会解放军和武警部队代表。

## 生平
袁远的爷爷曾是驻守西藏的军人。她曾在四川科技学院学习，2014年参军，服役于西藏军区的炮兵部队。最初，袁远分配至通信专业。后，所在单位组建女子战炮班，袁远入选。2017年，荣立个人二等功。2018年，袁远以女子战炮班班长身份被选为解放军和武警部队出席第十三届全国人民代表大会代表，是当届全国人大代表中年龄最小的。